# Израэль, Юрий Антониевич
Ю́рий Анто́ниевич Израэль (15 мая 1930, Ташкент — 23 января 2014, Москва) — советский и российский метеоролог, академик РАН (1994, член-корреспондент АН СССР с 1974). Возглавлял Институт прикладной геофизики АН СССР (1969—1972), Государственный комитет по гидрометеорологии и контролю природной среды СССР (1974—1991), Институт глобального климата и экологии (1990—2011). Являлся вице-председателем межправительственной группы экспертов по изменению климата и вице-президентом ВМО.
Депутат Верховного Совета СССР (1979—1989), член ЦРК КПСС (1981—1990).
В 2003 году согласно заявлению CNN, он являлся самым влиятельным научным советником Владимира Путина во время его президентства; сам Израэль это заявление опроверг.

## Биография
Родился 15 мая 1930 года в Ташкенте в семье Антония Ивановича Израэля (родился в Эстонии около города Вильянди, по национальности был эстонцем, в 1914 году ушёл на Первую мировую войну, после революции окончил Военно-медицинскую академию в Петрограде, служил полковым врачом в Ташкенте, в 1932 году был демобилизован по болезни и стал работать в Среднеазиатском государственном университете, где вскоре возглавил кафедру физиологии человека и животных. Мать, Антонина Степановна Шаталина, по национальности русская, после окончания Саратовского университета в 1925 году начала работать в Ташкенте; позже она работала в Среднеазиатском государственном университете, в 1944 году защитила докторскую диссертацию и стала профессором той же кафедры физиологии человека и животных, которой руководил А. И. Израэль).
В 1953 году окончил Среднеазиатский государственный университет, физический факультет, по специальности физика и начал работу в Москве в Геофизическом институте Академии наук СССР (ГЕОФИАН) под руководством академика Е. К. Фёдорова. После того, как Фёдоров основал Институт прикладной геофизики Гидрометеослужбы СССР, Израэль продолжил научную деятельность там, защитив в 1963 году кандидатскую, а в 1969 — докторскую диссертации в области физико-математических наук. В том же году он сменил своего руководителя на посту директора института. В 1970 году он также стал первым заместителем начальника Главного Управления Гидрометеослужбы при Совете Министров СССР. В 1974 году Израэль возглавил Гидрометеослужбу, а также стал профессором и членом-корреспондентом АН СССР по специальности «Физика атмосферы». Четыре года спустя он был назначен на должность председателя Государственного комитета по гидрометеорологии.
В 1975 году возглавил секцию «Мониторинг состояния биосферы» при Научном совете по проблемам биосферы при Президиуме АН СССР, где совместно с академиками В. Е. Соколовым и И. П. Герасимовым разрабатывал принципы проведения экологического мониторинга. Ю. А. Израэлем был предложен комплекс мероприятий по биотическому и абиотическому мониторингу, которые имели своей целью контроль за поступлением загрязняющих веществ в природную среду и изучить воздействие поллютантов даже в предельно малых концентрациях на биоту. Этот подход принято называть «антропогенным мониторингом», так как он включал целый комплекс мероприятий по контролю за изменением состояния окружающей среды под влиянием человеческой деятельности.
После аварии на Чернобыльской АЭС Ю. А. Израэль руководил работами по оценке радиоактивного загрязнения, на основе которых принимались решения об эвакуации или отчуждении непригодных для жизни территорий. За это он был награждён орденом Ленина.
В 1990 году Израэль организовал на базе Лаборатории мониторинга природной среды и климата Институт глобального климата и экологии и стал его директором. В 1992 году получил премию Сасакавы от UNEP за многочисленные заслуги, в том числе за успешную работу в составе «Рабочей группы 1» IPCC. В составе группы МГЭИК Израэль получил Нобелевскую премию мира в 2007 году.
Являлся организатором и руководителем до своей смерти, созданной в 1997 году в Институте географии РАН Лаборатории антропогенных изменений климатической системы (ЛАИКС).
Депутат Совета Национальностей Верховного совета СССР 10—11 созывов (1979—1989) от Туркменской ССР (10 созыв) и Каракалпакской АССР (11 созыв). Член Центральной ревизионной комиссии КПСС (1981—1990).
В 1996—2002 гг. академик-секретарь Отделения океанологии, физики атмосферы и географии (ООФАГ) РАН. В 2001 г. был избран Президентом Российской экологической академии. С 2011 г. — советник РАН и главный научный сотрудник ИГКЭ Росгидромета и РАН.
По мнению академика Фортова, у Юрия Израэля «очень удачно… сочетались гражданская позиция, позиция человека, который правильно понимает роль науки в современном обществе, и необходимость доказывать людям некоторые вещи, очевидные для тех учёных, которые не будут тратить на это время».
Скончался в Москве 23 января 2014 года. Похороны прошли 28 января на Новодевичьем кладбище Москвы.
В телеграмме премьер-министра России Д. А. Медведева, текст которой был опубликован на официальном сайте правительства, отмечалось: «Уход из жизни Юрия Антониевича Израэля, одного их ведущих специалистов по вопросам климата и экологии — это невосполнимая потеря не только для отечественной, но и для всей мировой науки… Хорошо известна многолетняя плодотворная деятельность Юрия Антониевича по мониторингу и сохранению окружающей среды, исследованию глобальных природных и климатических изменений. Его фундаментальные труды заложили основу целого ряда новых направлений в науке».
Жена (с 1958 года) — Израэль (Сидорова) Елена Николаевна, русская, из семьи военных; работала врачом-психиатром, кандидат медицинских наук. Дети: Юрий, Марина.

## Участие в принятии Киотского протокола
29 января 2004 г. президент РАН, академик Ю. С. Осипов назначил Ю. А. Израэля главой совета-семинара «Возможности предотвращения изменения климата и его негативных последствий. Проблема Киотского протокола». В состав бюро совета-семинара вошли академики А. Г. Гранберг, Г. С. Голицын, С. С. Григорян, В. П. Дымников, В. М. Котляков и Д. С. Львов.
Ю. А. Израэль подчеркивал, что к моменту выработки рекомендаций по принятию Киотского протокола доказательная база о связи эмиссии оксида углерода в атмосферу и повышения среднегодовой температуры не была в полной мере доказана. Это было обусловлено прежде всего тем, что существовавшие компьютерные модели, просчитывающие изменение климата, в 1990-х гг. не были совершенны и требовалось продолжить наблюдения для их калибровки. Кроме того, следовало учитывать эмиссию парниковых газов эндогенной природы, связанную прежде всего с вулканической деятельностью.

Он считал, что Киотский протокол, международное соглашение, призванное сократить выброс парниковых газов, имело не экологические, а политические причины и наносит ущерб России. Из интервью для РИА Новости:
«Киотский протокол слишком дорого стоит, неэффективен и основан на слабой доказательной базе».

## Взгляды на глобальное потепление
Ю. А. Израэль подверг критике применение термина «глобальное потепление», полагая, что правомерно говорить о возможности глобального изменения климата антропогенной природы. Эмиссия в атмосферу оксида углерода, превышающая его поглощение природными экосистемами (нарушение углеродного баланса), может вызывать повышение среднегодовой температуры, однако это явление может быть нивелировано естественной климатической цикличностью на фоне тренда на похолодание. Он отметил, что «изменения климата очевидны, но наука пока что не состоянии определить их причины» и что «не существует доказанной связи между деятельностью людей и глобальным потеплением». Это противоречит заключению IPCC, в котором говорится, что «наблюдаемое с середины XX века глобальное повышение температуры скорее всего (вероятность более 90 %) вызвано наблюдаемым ростом выброса парниковых газов, происходящим в результате деятельности человека».
Израэль соглашался с прогнозами IPCC относительно изменений климата в будущем, заявляя, что «в ближайшие 100 лет температура на планете, скорее всего, вырастет на 1,4—5,8 градуса. Средний прирост будет составлять 3 градуса. Я не думаю, что это угрожает человечеству. Повышение уровня моря на 47 см в течение 21 столетия не будет угрожать портовым городам». Он также утверждал, что «паника из-за глобального потепления необоснованна», «не стоит преувеличивать роль антропогенного влияния [на глобальное потепление], потому что климат всегда изменялся под воздействием природы, даже в то время, когда человечества не существовало». Кроме того, он сомневался в данных о том, что в последние 100 лет наблюдается повышение температуры на 0,6 °C (1,08 °F), заявляя, что «научных доказательств, подтверждающих наличие этих негативных процессов, не существует».
Ю. А. Израэль был сторонником геоинженерных способов контроля за окружающей средой — вместо уменьшения выбросов углекислого газа предлагал добавлять аэрозоли в стратосферу; по его мнению, это более эффективный способ борьбы с глобальным потеплением. Израэль поддерживал идею приспособления к новым климатическим условиям, а не борьбы с ними: «Народ Бангладеш, живущий на уровне моря, может столкнуться с большими проблемами, если уровень Индийского океана поднимется. Но всё же их переселение обойдётся куда дешевле, чем выполнение Киотского протокола».

## Критика
На момент аварии на Чернобыльской АЭС Израэль был председателем Государственного комитета по гидрометеорологии. Позднее он широко критиковался из-за медленного и неточного процесса наблюдения за последствиями аварии. Также его критиковали за то, что за время его руководства загрязнение воздуха в СССР достигло беспрецедентного уровня. В 2004 году Квирин Ширмейер и Брион Маквильямс в своей статье в журнале «Nature» назвали его «ископаемым коммунистом, сражающимся за ископаемое топливо».

## Награды
- Орден «За заслуги перед Отечеством» II степени (14 мая 2010 года) — за выдающиеся заслуги перед государством и многолетнюю плодотворную научно-исследовательскую деятельность[24]
- Орден «За заслуги перед Отечеством» III степени (15 мая 2005 года) — за большой личный вклад в развитие российской науки и международного сотрудничества[25]
- Орден «За заслуги перед Отечеством» IV степени (4 июня 1999 года) — за большой вклад в развитие отечественной науки, подготовку высококвалифицированных кадров и в связи с 275-летием Российской академии наук[26]
- Орден Ленина (1986 год)[27]
- Орден Октябрьской Революции (14 мая 1980 года) — за заслуги перед Советским государством в области гидрометеорологии и контроля за состоянием природной среды и в связи с пятидесятилетием со дня рождения[28]
- Два ордена Трудового Красного Знамени (1956 год, 1972 год)[27]
- Заслуженный деятель науки Российской Федерации (11 октября 1995 года) — за заслуги перед государством и многолетний добросовестный труд[29]
- Государственная премия СССР в области охраны окружающей среды (1981 год)
- Благодарность Президента Российской Федерации (28 ноября 2003 года) — за большой вклад в подготовку и проведение Всемирной конференции по изменению климата[30]
- Почётная грамота Правительства Российской Федерации (14 июня 2000 года) — за большой личный вклад в развитие и совершенствование гидрометеорологической службы, многолетний плодотворный труд и в связи с 70-летием со дня рождения[31]
- Орден «Заслуг перед Республикой Польша» (Командор со звездой)
- Золотая медаль АН СССР имени В. Н. Сукачёва (1983 год) — за выдающуюся работу в области экологии
- Премия имени Е. К. Фёдорова (1984 год, 1991 год, 1997 год, 2010 год)
- Золотая медаль Международного центра «Этторе Майораны» (Италия, 1990 год)
- Премия ООН-ЮНЕП по окружающей среде имени Сасакавы (1992 год)
- Золотая медаль и премия ВМО (1992 год)
- Почётный работник Гидрометеослужбы России (нагрудный знак № 1)